# Ansgar Haag
Ansgar Haag (* 1955 in Stuttgart) ist ein deutscher Theaterintendant, -regisseur und Dramaturg.

## Leben und künstlerisches Wirken
Ansgar Haag ist in Stuttgart aufgewachsen, wo seine Eltern als Lehrer tätig waren. Nach dem Abitur studierte er in München Theaterwissenschaft, Amerikanistik und Psychologie. Ferner absolvierte er 1978 ein Gaststudium am Dramatic-Art-Institute in Berkeley.
Von 1975 bis 1977 arbeitete er als Regieassistent an den Münchner Kammerspielen. Anschließend war Haag als Dramaturg an den Theatern von Bonn und Darmstadt tätig, wo er auch zu inszenieren begann. Dort hatte er von 1985 bis 1988 einen Lehrauftrag an der Technischen Hochschule, Fakultät Literaturwissenschaften, inne. 1983 wurde er Spielleiter an den Bühnen von Krefeld und Mönchengladbach. 1984 kehrte er als Regisseur ans Staatstheater Darmstadt zurück, wo er bis 1988 über 20 Inszenierungen machte. Von 1989 bis 1994 war er als Oberspielleiter am Landestheater Salzburg angestellt. Folgend übernahm Haag die Intendanz des Theaters Ulm, das er bis 2006 leitete.
Parallel zum Theater Ulm übernahm er im August 2005 die Intendanz des Meininger Staatstheaters. Von 2008 bis 2018 war Haag zusätzlich Intendant am Landestheater Eisenach. 2016 wurde sein Vertrag als Intendant des Meininger Staatstheaters durch die Kulturstiftung Meiningen-Eisenach und dem Land Thüringen bis zum Jahr 2022 verlängert.
Ansgar Haag erarbeitete bisher 140 Inszenierungen. Die überwiegende Zahl davon an den Häusern, wo er fest angestellt war. Jedoch erhielt er verschiedene Einladungen zu Gastregien u. a. ans Schauspielhaus Zürich, das Theater Klagenfurt, das Pfalztheater Kaiserslautern, Opera Ireland in Dublin, ans Badische Staatstheater Karlsruhe, das Hessische Staatstheater Wiesbaden, Staatsoper Leningrad (1989), die Städtischen Bühnen Münster, das Tiroler Landestheater Innsbruck, Oper Wuppertal, Theater Regensburg, das Theater Lübeck, das Stadttheater Bern und die kasachische Staatsoper Almaty. An der Oper in Seoul inszenierte er 2007 die koreanische Erstaufführung von Richard Strauss’ „Ariadne auf Naxos“. Am Staatstheater in Brünn, Tschechien, eröffnete seine Inszenierung von Janáčeks „Osud“ das „Janáček Festival 2012“. Im Rahmen des Richard-Wagner-Jubiläums inszenierte Haag erstmals wieder in Deutschland dessen 30 Jahre nicht gespieltes Frühwerk „Das Liebesverbot“.
Weiterhin laufen am Meininger Staatstheater Haags Inszenierungen von Lessings MINNA VON BARNHELM und Wagners TANNHÄUSER UND DER SÄNGERKRIEG AUF WARTBURG. Am Pfalztheater Kaiserslautern war die Premiere der Oper MAZEPPA von Tschaikowski am 25. Januar 2020. Im Juni 2020 sollte die Premiere der Inszenierung GIANNI SCHICCI am Opernhaus Ribeirão Preto (São Paulo, Brasilien) sein. Dieser Auftrag wurde wegen der COVID-19-Pandemie verschoben. Unter Hygiene- und Distanzbestimmungen inszenierte Ansgar Haag im Herbst 2020 die Oper THROUGH HIS TEETH von Luke Bedford im Großen Haus des Meininger Staatstheaters. Am 25. Juni 2021 wird die Premiere der Uraufführung des Norwegischen Komponisten Torstein Aagaard-Nilsen GESPENSTER nach Henrik Ibsen stattfinden. Diese Oper ist ein Auftragswerk des Meininger Staatstheaters.

## Auszeichnungen
- 1992 Salzburg: Goldener Hanswurst (Für die Inszenierung „Amadeus“)
- 1998 München: Bayerischer Staatspreis (Für die Inszenierung „Jenufa“)
- 2007 Berlin: Land-der-Ideen-Preis (Für die Inszenierung „Faust I+II“)
- 2010 Meiningen: Inszenierung des Jahres des Vereins Meininger Theaterfreunde für die Inszenierung von Richard Wagners „Tannhäuser“[2]
- 2013 Meiningen: Inszenierung des Jahres des Vereins Meininger Theaterfreunde für die Inszenierung von Schubanow/Hamidi „Abai“[3]
- 2016 Meiningen: Inszenierung des Jahres des Vereins Meininger Theaterfreunde für die Inszenierung von Donizezzi „Lucia di Lammermoor“[4]
- 2018 Meiningen: Inszenierung des Jahres des Vereins Meininger Theaterfreunde für die Inszenierung von Puccini „TOSCA“[5]
- 2021 Hannover: Würdigung in der Retrospektive 2020/21,  Deutscher Theaterpreis DER FAUST für die Inszenierung „Through his Teeth“[6]

## Inszenierungen (Auswahl)
- 1984 Elektra (Darmstadt)
- 1985 Ich steig' aus und mach 'ne eigene Show (Krefeld)
- 1985 Bernarda Albas Haus (Mönchengladbach)
- 1997 Jenufa (Ulm)
- 1999 Die Macht des Schicksals (Ulm)
- 2006 Hedda Gabler (Ulm)
- 2007 Faust I + II (Meiningen)
- 2008 Andrea Chénier (Regensburg)
- 2009 Was heißt hier Liebe (Eisenach)
- 2009 Ein Maskenball (Lübeck)
- 2010 Tannhäuser (Meiningen)
- 2010 Ein Liebender Mann (Meiningen)
- 2011 Nabucco (Münster)
- 2011 Das Liebesverbot (Meiningen)
- 2012 DEA Abai (Oper von Schubanow; Meiningen)
- 2013 Hamlet (Meiningen)
- 2014 Kàtja Kabanová (Meiningen)
- 2015 Emilia Galotti (Meiningen)
- 2017 Tosca (Meiningen)
- 2018 Der Besuch der alten Dame (Ingolstadt)
- 2018 Lucia Di Lammermoor (Ulm)
- 2019 Das Schloss Dürande (Meiningen)
- 2019 Minna von Barnhelm (Meiningen)
- 2019 Meine verrückte Liebe (Meiningen)
- 2020 Mazeppa (Kaiserslautern)
- 2020 Through his Teeth (Meiningen)
- 2021 Gespenster, Uraufführung der Oper von Torstein Aagaard-Nilsen nach Henrik Ibsen (Meiningen)

## Belege
1. ↑  Ansgar Haag. Abgerufen am 8. Februar 2019.
2. ↑  http://www.georg2.de/auszeichnungen/spielzeit-2009-10/
3. ↑  http://www.georg2.de/auszeichnungen/spielzeit-2012-13/
4. ↑  http://www.georg2.de/auszeichnungen/spielzeit-2015-16/
5. ↑  Auszeichnungen. Abgerufen am 8. Februar 2019.
6. ↑  Through his Teeth, Würdigung Ansgar Haags, Theaterpreis »DER FAUST«. Abgerufen am 27. November 2021.

| Personendaten    | Personendaten                                                 |
| ---------------- | ------------------------------------------------------------- |
| NAME             | Haag, Ansgar                                                  |
| KURZBESCHREIBUNG | deutscher Dramaturg, Theaterregisseur, -intendant und -leiter |
| GEBURTSDATUM     | 1955                                                          |
| GEBURTSORT       | Stuttgart                                                     |